# Castelo Wilton

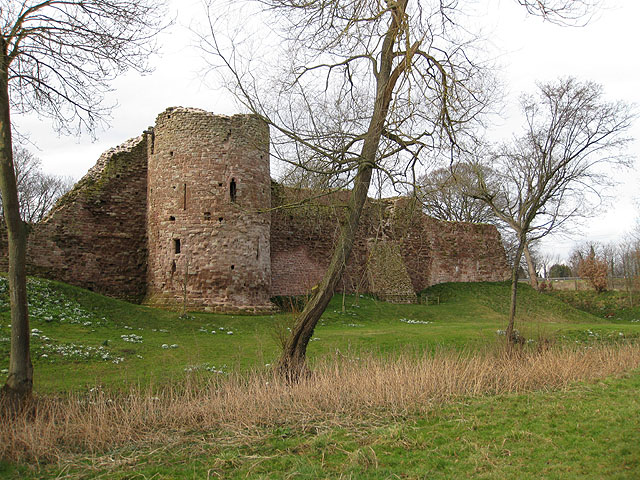
Castelo Wilton.

O Castelo Wilton é um castelo normando do século XII situado no sudeste de Herefordshire, Inglaterra, nas margens do rio Wye, próximo à cidade de Ross-on-Wye.